# Anton van Norden
Anton van Norden (* 4. Juni 1879 in Loga (Leer); † 16. Juli 1955 in Peine) war ein deutscher Architekt und kommunaler Baubeamter.

## Leben
Anton van Norden wuchs nach dem Tod des Vaters, eines Kaufmannes, bei Pflegeeltern in Bunde auf. Über die Mutter Johanna Sara geb. Muchall ist außer dem Namen nichts bekannt.

### Ausbildung und erste Berufsphase (1879–1910)
Als 14-Jähriger begann er eine zweijährige Lehre als Zimmerer und Maurer in Köln. Diese praktische Ausbildung war die Voraussetzung für das Studium an der Kölner Baugewerkschule, die er bis 1898 besuchte. An das Studium schlossen sich mehrere kürzere Anstellungen in Architekturbüros an, zuletzt als Bauleiter. Nach diesen ersten praktischen Berufserfahrungen setzte er mit 21 Jahren seine Ausbildung fort und besuchte als Hospitant die Technische Hochschule Darmstadt, studienbegleitend wirkte er als Mitarbeiter u. a. von Karl Hofmann an verschiedenen Projekten mit.
Hervorzuheben ist seine Tätigkeit im Büro des zur Jahrhundertwende sehr bekannten Jugendstil-Architekten Joseph Maria Olbrich in Darmstadt. Welche Aufgabe er hier innehatte oder welche Bauten er begleitete, ist nicht bekannt; jedoch ist in seinen eigenen Entwürfen der Einfluss Olbrichs und seiner reduzierten Formensprache unverkennbar. Nach seinem Militärdienst als Einjährig-Freiwilliger arbeitete er 1904 als technischer Büroleiter in Gießen, bis ihn die Einberufung zu einer achtwöchigen militärischen Übung diese Anstellung kostete. Im Anschluss daran war er kurzzeitig bei der Hochbauabteilung der Königlichen Eisenbahndirektion Cöln tätig. Im Februar 1906 wechselte er an das Hochbauamt der Stadt Mainz. In dieser Zeit erfolgte vermutlich auch seine Heirat mit der Pastorentochter Elfriede Sperling (* 1881) aus dem Raum Frankfurt (Oder). Aus dieser Ehe ging der Sohn Paul Gerhard van Norden hervor.
Trotz der ungekündigten Anstellung in Mainz bewarb er sich 1909 auf eine Stellenausschreibung der Stadt Peine für die Errichtung der Höheren Mädchenschule (Lyzeum). Am 2. März 1909 trat er seinen Dienst als Stadtbaumeister in Peine für 250 Mark monatlich an. In dieser Zeit entwarf er auch den Musikpavillon im Stadtpark, der in seiner massiven Ausführung den Vorgängerbau ersetzte. Als sein Vorgesetzter, Stadtbaurat Dr. Göbel, 1910 Peine verließ, übernahm er gegen eine Sonderzahlung von 100 Mark vertretungsweise dessen Aufgaben. Offenbar hielt er seine berufliche Stellung als kommissarischer Stadtbaurat für nicht erfüllend oder ausreichend sicher, sodass er im April 1910, gestärkt durch eine Reihe von Anfragen privater Bauherren, dem Magistrat mitteilte, er habe sich entschlossen „für die Zukunft eine sichere Existenz zu gründen und sich in hiesiger Stadt als Privat-Architekt niederzulassen.“ Man einigte sich auf eine Übergangszeit von sechs Monaten, in der er halbtags – bei einer Gehaltskürzung um 50 Mark – an der Fertigstellung des Lyzeums weiter arbeitete.
Ende Oktober 1910 endete dann sein Dienstverhältnis bei der Stadt Peine. Es stellt sich die Frage, ob die Motivation für sein Entgegenkommen dem Magistrat gegenüber dem Wunsch nach einem möglichst ungetrübten künftigen Verhältnis zur Genehmigungsbehörde entstammt oder eher einen „weichen“ Übergang in die berufliche Selbstständigkeit ermöglichen sollte.

### Zweite Berufsphase (1910–1945)

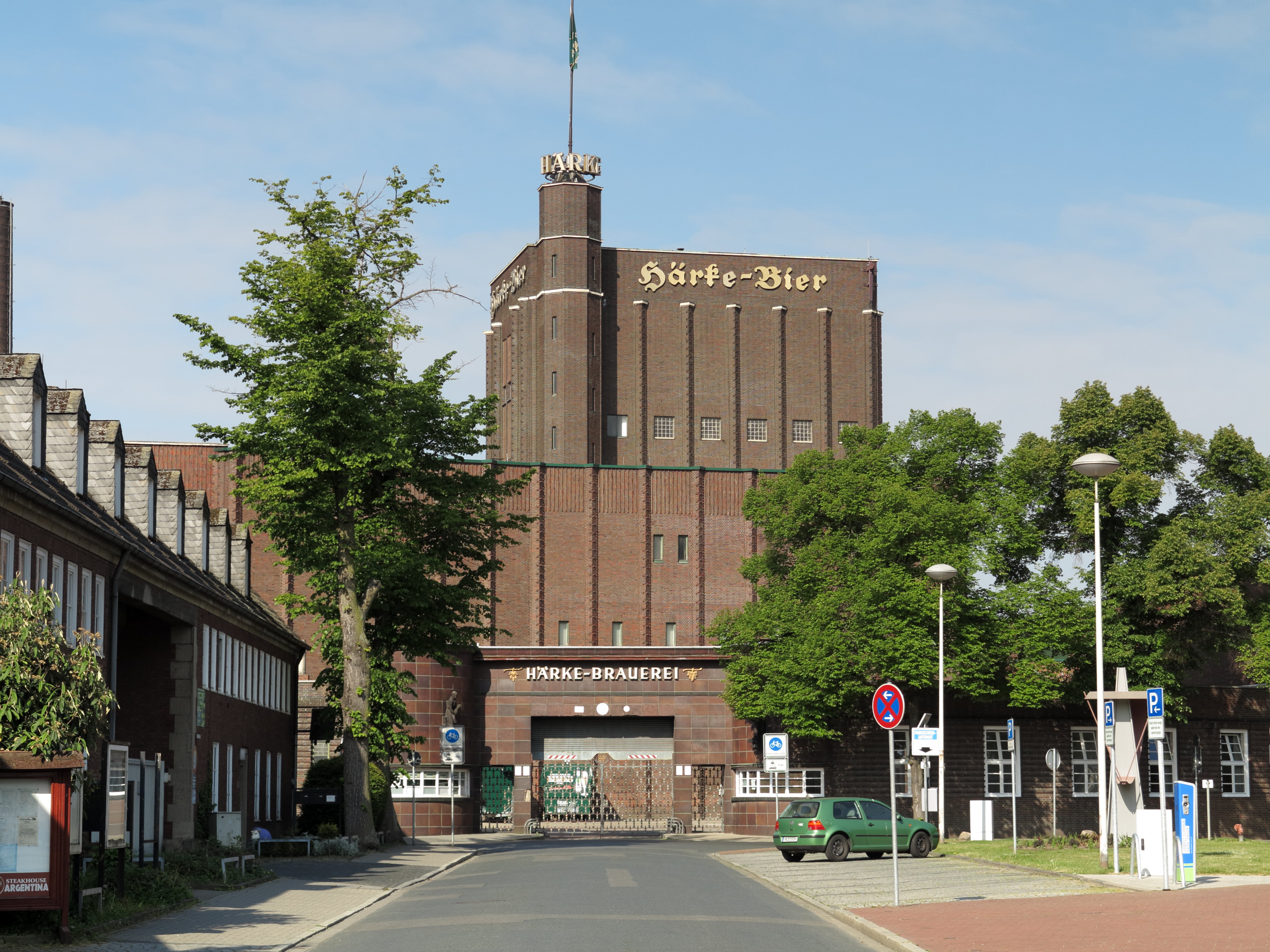
Denkmalgeschütztes Gebäude der heutigen BrauManufaktur Härke

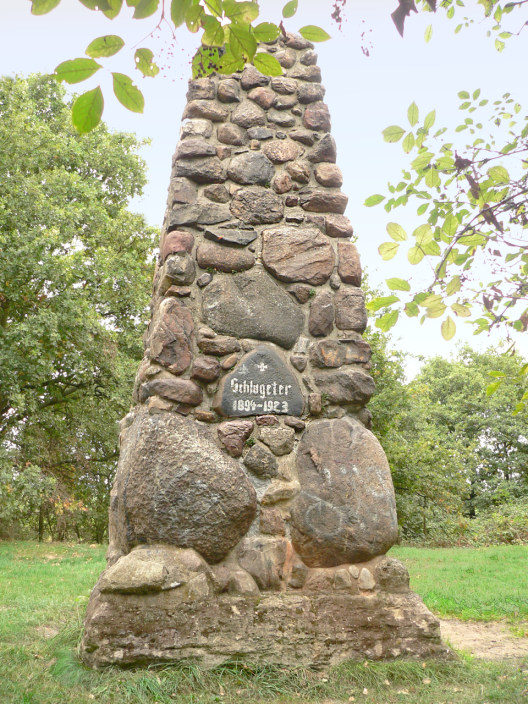
Schlageter-Denkmal in Peine

Die Zeit bis zum Zweiten Weltkrieg stellt die erfolgreichste Phase beruflicher Tätigkeit van Nordens dar. Bereits kurz nach Gründung des Büros, damals noch im Haus Hohenzollernstraße 15 (heute Kantstraße; Eckhaus zur Goethestraße) ansässig, erhielt er eine Reihe von größeren Aufträgen, z. B. 1911 für das Gemeindehaus der Martin-Luther-Kirchengemeinde. Die gute Entwicklung des Büros versetzte ihn in die Lage, schon 1914 an der Senator-Voges-Straße eine Villa mit Büro für sich selbst zu errichten. Offenbar bestand in der vermutlich architektenlosen und zur damaligen Zeit weniger als 20.000 Einwohner zählenden Kleinstadt ein hoher Bedarf, anders lässt sich der große Erfolg in der Anfangszeit kaum erklären. Zumindest zeitweise muss er sogar eine Filiale seines „Büros für Architektur und Kunstgewerbe“ in Bad Hersfeld unterhalten haben, wie Schriftstücke für das Jahr 1912 belegen.
Viele der zu dieser Zeit errichteten Bauten stellen heute noch markante Fixpunkte im Stadtbild dar. So errichtete van Norden 1913 an der Breiten Straße neben der St.-Jakobi-Kirche für den jüdischen Kaufmann Louis Fels ein Wohn- und Geschäftshaus. Es folgte eine Reihe von Wohn- und Geschäftshäusern in Peine und Umgebung. Das größte Projekt aber stellen die von 1927 bis 1935 errichteten Gebäude der heutigen BrauManufaktur Härke dar, deren Hausarchitekt van Norden war.
In der beruflich schwierigen Zeit nach dem Ersten Weltkrieg starb 1920 van Nordens erst 38-jährige Frau Elfriede, der Sohn Paul Gerhard war damals ca. 14 Jahre alt. 1921 heiratete van Norden die Peiner Kaufmannstochter Elisabeth Tecklenburg (1891–1967). Ihr Vater betrieb ein Kolonialwarengeschäft im heutigen Haus Farben-Hansen, das 1923 von van Norden mit einer hohen, leicht gewölbten Backsteinfassade versehen wurde. Aus dieser zweiten Ehe gingen keine Kinder hervor.
Als Mitglied des Jungdeutschen Ordens entwarf er das 1926 eingeweihte Denkmal für Albert Leo Schlageter auf dem Luhberg in Stederdorf (Peine).

### Dritte Berufsphase (1945–1955)

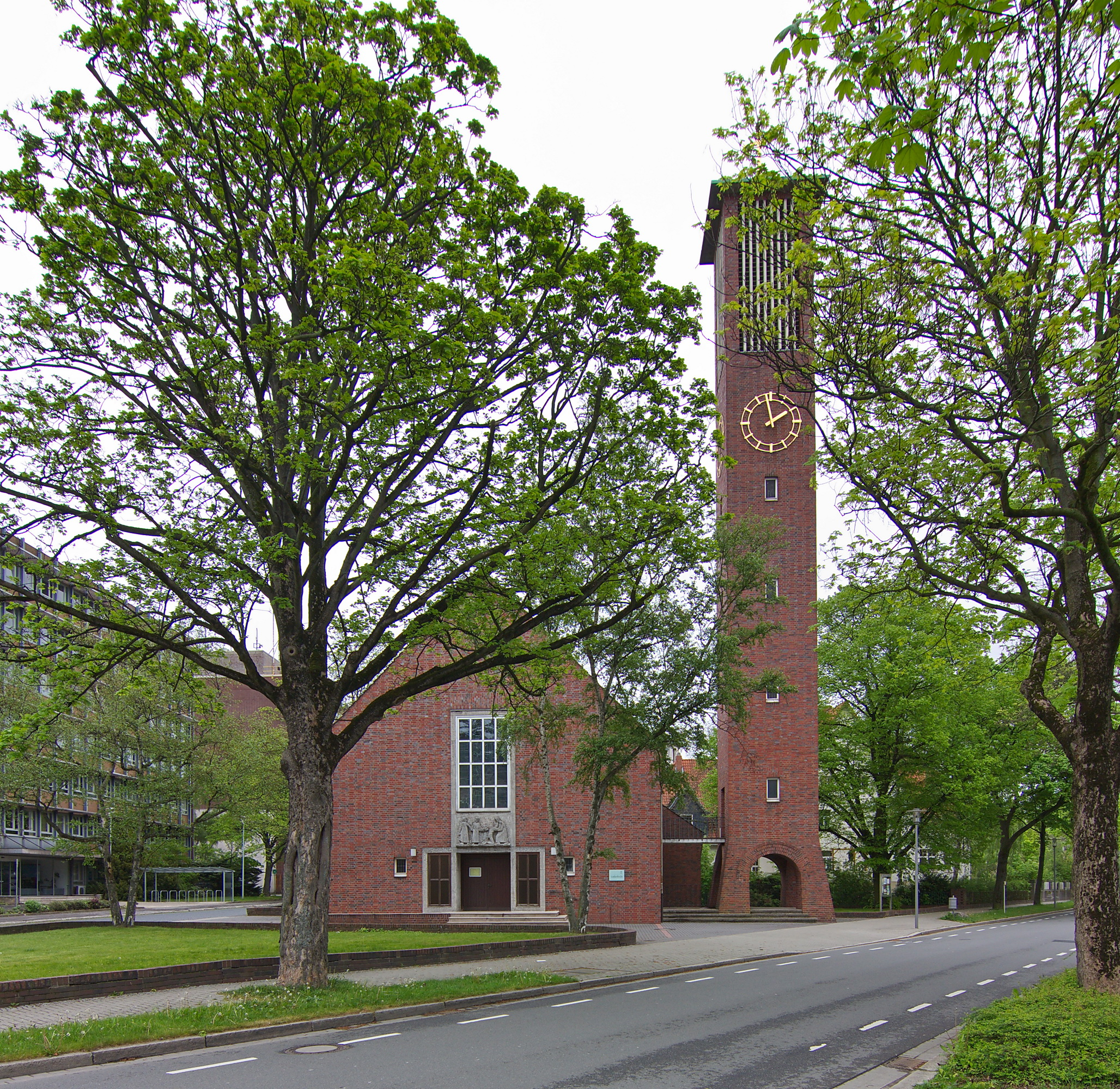
Martin-Luther-Kirche in Peine

Ein Jahr nach Ende des Zweiten Weltkriegs trat Norbert Stiller als Bürochef in van Nordens Architekturbüro ein. Dieser prägte wesentlich die Architektur von van Nordens letzter Schaffensperiode. Er überarbeitete den aus dem Jahre 1911 stammenden Entwurf der Martin-Luther-Kirche, indem er ihn in eine zeitgemäße Form brachte; das auffällige Gestaltungselement des freistehenden Turms (Campanile) behielt er jedoch bei.
In den 1950er Jahren arbeitete van Norden an verschiedenen Projekten mit seinem Sohn Paul Gerhard zusammen, zum Beispiel an der Kreisberufsschule (auf Einhaltung der bereits 1938 erhaltenen Zusage hatte er bestanden) und den Direktorenhäusern am Hubenweg. Zwischen Vater und Sohn kam es zu einem schweren Zerwürfnis, in dessen Folge der vielfach in Wettbewerben ausgezeichnete Paul Gerhard das Büro und auch Peine verließ. Er starb 1979 in Leipzig. Ein Enkel lebt heute in Heidelberg.
In den letzten Lebensjahren bereits schwer krank, starb Anton van Norden mit 76 Jahren. Seine Grabstätte auf dem evangelischen Friedhof an der Gunzelinstraße wird von der Friedhofsverwaltung gepflegt. Das von Norbert Stiller allein weitergeführte Büro blieb an der Senator-Voges-Straße und wechselte 1959 an den Eulenring.

## Werk
- 1909: Musikpavillon im Stadtpark Peine
- 1909–1910: Höhere Mädchenschule Lyzeum Im Winkel, Windmühlenwall, Peine, im Jugendstil
- ca. 1910: Wohn- und Geschäftshaus, Senator-Voges-Straße 3, Peine, im Jugendstil[2]
- 1911: Gemeindehaus der Martin-Luther-Kirchengemeinde, Peine
- 1913: Wohn- und Geschäftshaus Louis Fels, Breite Straße, Peine, im Jugendstil[3]
- 1919–1925: Bergmannsiedlung Am Sackpfeifenberg, Peine, zusammen mit Emil Lorenz[4]
- 1922: Gäbler-Villa, Woltorfer Straße, Peine, im Jugendstil[5]
- 1922: Peiner Festsäle, Friedrich-Ebert-Platz, Peine
- 1924: Umbau der Härke-Villa (erbaut 1885), Schützenstraße, Peine, denkmalgeschützt
- ca. 1925: Wohn- und Geschäftshaus Elefantenhaus, Gunzelinstraße, Peine, im Stil des Backsteinexpressionismus[6]
- 1926: Schlageter-Denkmal, Luhberg in Stederdorf (Peine)
- 1927–1935: BrauManufaktur Härke, Peine[7]
- 1929: Geschäftshaus Weinhandlung Euling, Am Amthof, Peine, Türeinfassung im Stil des Art déco[8]
- 1929: Wohnhaus, Hindenburgstraße 4, Peine, im Stil des Backsteinexpressionismus[9]
- 1929: Wohnhaus, Hindenburgstraße 2, Peine, mit expressionistischer Außengestaltung[10]
- 1929: August Hansen Haus, Bahnhofstraße, Peine, im Stil des Backsteinexpressionismus[11]
- 1929: Reihenhaus Drachentöter, Hermann-Löns-Straße, Peine
- 1954: Friedenskirche mit Pfarrhaus und Gemeindehaus, Peine[12]
- 1954–1955: Martin-Luther-Kirche, Peine, zusammen mit seinem Sohn Paul Gerhard[13]
- Kreisberufsschule Peine, Herzbergweg, zusammen mit seinem Sohn Paul Gerhard
- Direktorenhäuser am Hubenweg, Peine, zusammen mit seinem Sohn Paul Gerhard